# Зиминська сільська рада (Роздольненський район)
Зи́минська сільська́ ра́да — адміністративно-територіальна одиниця та орган місцевого самоврядування в Роздольненському районі Автономної Республіки Крим. Адміністративний центр — село Зимине.

## Загальні відомості
- Населення ради: 1 726 осіб (станом на 2001 рік)

## Населені пункти
Сільській раді були підпорядковані населені пункти:
- с. Зимине
- с. Воронки
- с. Красноармійське
- с. Овражне

## Склад ради
Рада складалася з 16 депутатів та голови.
- Голова ради: Пінчук Володимир Миколайович
- Секретар ради: Горай Світлана Іллівна

### Керівний склад попередніх скликань
| Прізвище, ім'я, по батькові  | Основні відомості                                                                       | Дата обрання | Дата звільнення |
| ---------------------------- | --------------------------------------------------------------------------------------- | ------------ | --------------- |
| Науменко Леонід Васильович   | Сільський голова, 1947 року народження, член Народної партії                            | 26.03.2006   | 31.10.2010      |
| Пінчук Володимир Миколайович | Сільський голова, 1957 року народження, освіта середня спеціальна, член Партії регіонів | 31.10.2010   |                 |

Примітка: таблиця складена за даними сайту Верховної Ради України

### Депутати
За результатами місцевих виборів 2010 року депутатами ради стали:

#### За суб'єктами висування
| Суб'єкт висування                 | Кількість обраних депутатів | %    |
| --------------------------------- | --------------------------- | ---- |
| Самовисування                     | 7                           | 43,8 |
| Партія регіонів                   | 6                           | 37,5 |
| Політична партія «Руська Єдність» | 3                           | 18,8 |

#### За округами
| № округу                          | Прізвище, ім'я, по батькові     | Дата визнання обраним | Освіта  | Партійна приналежність | Відомості про обраного депутата                        |
| --------------------------------- | ------------------------------- | --------------------- | ------- | ---------------------- | ------------------------------------------------------ |
| Партія регіонів                   |                                 |                       |         |                        |                                                        |
| 2                                 | Іслямова Ленара Дляверівна      | 01.11.2010            | вища    | член Партії регіонів   | Новоселівське ГТО, продавець                           |
| 6                                 | Грачов Артур Володимирович      | 01.11.2010            | середня | член Партії регіонів   | тимчасово не працює                                    |
| 8                                 | Андрійчук Борис Михайлович      | 01.11.2010            | вища    | член Партії регіонів   | Роздольненський РЕС, контролер                         |
| 11                                | Аблязізов Ремзі Февзійович      | 01.11.2010            | середня | член Партії регіонів   | тимчасово не працює                                    |
| 15                                | Паламарчук Олена Федорівна      | 01.11.2010            | середня | член Партії регіонів   | фермерське господарство «Зиминський бекон», свинарка   |
| 16                                | Пєтухова Людмила Валентинівна   | 01.11.2010            | вища    | член Партії регіонів   | Зиминський фельдшерсько-акушерський пункт, завідувачка |
| Політична партія «Руська Єдність» |                                 |                       |         |                        |                                                        |
| 3                                 | Захаренко Василь Володимирович  | 01.11.2010            | середня | позапартійний          | КП «Маяк», водій                                       |
| 4                                 | Сейдалієва Антоніна Анатоліївна | 01.11.2010            | вища    | позапартійна           | Зиминська загальноосвітня школа, вчитель               |
| 5                                 | Шевчук Світлана Володимирівна   | 01.11.2010            | середня | позапартійна           | тимчасово не працює                                    |
| Самовисування                     |                                 |                       |         |                        |                                                        |
| 1                                 | Сулєйманов Амєт Рустемович      | 01.11.2010            | середня | позапартійний          | тимчасово не працює                                    |
| 7                                 | Васькин Вячеслав Ілліч          | 01.11.2010            | середня | позапартійний          | тимчасово не працює                                    |
| 9                                 | Горай Світлана Іллівна          | 01.11.2010            | вища    | позапартійна           | Зиминська сільська рада, секретар ради                 |
| 10                                | Свірідов Олександр Олексійович  | 01.11.2010            | середня | позапартійний          | приватний підприємець                                  |
| 12                                | Гончарук Тетяна Олександрівна   | 11.07.2011            | середня | член Партії регіонів   | сільська рада, інспектор військово-облікового столу    |
| 13                                | Асанов Рустем Шкурійович        | 01.11.2010            | вища    | позапартійний          | тимчасово не працює                                    |
| 14                                | Чегодаєв Володимир Іванович     | 01.11.2010            | середня | позапартійний          | тимчасово не працює                                    |